# 미카와시오쓰역
미카와시오쓰역(일본어: 三河塩津駅 미카와시오츠에키[*])은 일본 아이치현 가마고리시에 있는, 도카이 여객철도 도카이도 본선의 역이다.

## 개요
이 역은 가마고리 경정장의 이용객을 내다보면서 JR화 후에 개업했던 역이다.
구간 쾌속과 보통이 정차하지만, 1996년 3월부터 2009년 3월까지 정기 운행되고 있던 하행의 쾌속 '문 라이너 나가라'는, 도요하시부터 각 역 정차로 하지만, 이 역과 오토바시 역은 통과하고 있다. 9량 편성의 '나가라'와 대응해서, 승강장의 유효장이 8량 편성분밖에 없고, 373계에 도어 컷 기능이 없기 때문이다. 또한, 구내는 반경 600m의 커브의 도중에 있다.
2008년 3월의 횡단보도교(자전거의 운행도 가능)의 설치에 수반해 역의 동쪽에 있던 유정건널목이 폐지되어, 미카와미야 · 미카와시오쓰 간의 건널목은 모두 폐지되었다.

## 역 구조 및 승강장
상대식 승강장 2면 2선을 가지는 지상역으로, 선상 역사를 갖춘다. 나고야 철도 가마고리 선의 가마고리쿄테이조마에 역이 인접해, 이 역으로의 계단이 선상역사부터 연결되고 있기 때문에, 1개의 역과 같이 보인다.
도카이 교통 사업이 업무를 위탁하는 업무위탁역으로, 가마고리역이 이 역을 관리하고 있다. 이른 아침 · 야간은 무인으로 된다. 가마고리 경정장의 '문 라이트 레이스' 개최일은 창구 업무가 연장된다.
역사 내에는 발권 창구나 승차권 자동 발매기(TOICA 비대응)가 2대, 간이형 자동 개찰기(TOICA 대응)가 설치되어 있다.
| 1 | ■ 도카이도 본선 | 하행 | 오카자키 · 나고야 방면   |
| 2 | ■ 도카이도 본선 | 상행 | 도요하시 · 하마마쓰 방면 |

## 이용 현황
- 2009년도의 1일 평균 승차 인원은 1,436명이었다.

| 승차 인원 추이 | 승차 인원 추이     |
| 연도           | 1일 평균 승차 인원 |
| -------------- | ------------------ |
| 2005           | 1,934              |
| 2006           | 1,667              |
| 2007           | 1,542              |
| 2008           | 1,501              |
| 2009           | 1,436              |

## 역 주변
- 아이치 공과 대학
- 선클 K 시오쓰 점
- 가마고리 경정장

## 역사
- 1988년 11월 16일 : 도카이 여객철도(JR 도카이)에 의해, 도카이도 본선 가마고리 - 산가네간에 신설 개업.
- 2006년 11월 25일 : TOICA 도입.

## 인접 역
| 도카이 여객철도 도카이도 본선   | 도카이 여객철도 도카이도 본선 | 도카이 여객철도 도카이도 본선 |
| ------------------------------- | ----------------------------- | ----------------------------- |
| 가마고리 하마마쓰·시즈오카 방면 | ■ 도카이도 본선               | 산가네 도요하시·나고야 방면   |